# Tone Wieten
Tone Wieten (Amsterdam, 17 maart 1994) is een Nederlandse voormalig roeier.

## Levensloop
Wieten begon met roeien bij RV Willem III, later maakte hij de overstap naar ASR Nereus. Bondscoach Mark Emke nodigde hem eind 2013 uit om mee te trainen met de Nederlandse acht, opvallend vanwege zijn jonge leeftijd. Hij werkte zich ten koste van zijn huisgenoot Govert Viergever in het team. Succes behaalde hij op de Olympische Spelen in Rio de Janeiro. In aanloop naar de Olympische Spelen werd er een nieuwe Holland Acht geformeerd. Ook Wieten werd in de nieuwe ploeg opgenomen. Na een stroeve start en slechte resultaten in de eerste jaren haalde Nederland op het onderdeel Acht bij de Spelen uiteindelijk een bronzen medaille. In 2017 behaalde Wienen in dezelfde boot wederom een bronzen medaille op de Europese Kampioenschappen.
In 2019 won Wieten, samen met Abe Wiersma, Dirk Uittenbogaard en Koen Metsemakers, op het WK in Linz goud in de dubbel-vier. Hetzelfde eremetaal viel hem ten deel tijdens de Europese kampioenschappen in 2019 en 2020. In 2021 werd er in het Italiaanse Varese een zilveren medaille behaald.
Op de Olympische Zomerspelen 2020 in Tokio won deze dubbel vier in dezelfde samenstelling olympisch goud, voor de ploegen van Australië en Groot-Brittannië. Het was het eerste olympisch roeigoud bij de mannen sinds de gouden Holland Acht van Atlanta 1996.
Op de Europese Kampioenschappen van 2023 in Bled won Wieten samen met Koen Metsemakers, Finn Florijn en Simon van Dorp zilver in de dubbel-vier. Enkele maanden later werd Van Dorp vervangen door Lennart van Lierop en werd Van Dorp in de skiff geplaatst. In die formatie won Wieten met de dubbelvier olympisch goud op de Olympische Spelen in Parijs. Daarmee werd Wieten de meest succesvolle Olympiër in het roeien met twee gouden en één bronzen medaille. In maart 2025 beëindigde hij zijn loopbaan.
Hij studeerde verpleegkunde aan de Hogeschool van Amsterdam. Eerder studeerde hij bouwkunde, maar maakte deze studie niet af.

## Resultaten

### Olympische Zomerspelen
| Jaar | Plaats         | Resultaten       |
| ---- | -------------- | ---------------- |
| 2016 | Rio de Janeiro | in de acht       |
| 2020 | Tokio          | in de dubbelvier |
| 2024 | Parijs         | in de dubbelvier |

### Wereldkampioenschappen roeien
| Jaar | Plaats              | Resultaten           |
| ---- | ------------------- | -------------------- |
| 2015 | Aiguebelette-le-Lac | in de acht           |
| 2017 | Sarasota            | 4e in de acht        |
| 2018 | Plovdiv             | 4e in de vier zonder |
| 2019 | Ottensheim          | in de dubbelvier     |
| 2023 | Belgrado            | in de dubbelvier     |

### Europese kampioenschappen roeien
| Jaar | Plaats                   | Resultaten           |
| ---- | ------------------------ | -------------------- |
| 2015 | Poznań                   | 6e in de acht        |
| 2016 | Brandenburg an der Havel | 6e in de acht        |
| 2017 | Račice                   | in de acht           |
| 2018 | Glasgow                  | 5e in de vier zonder |
| 2019 | Luzern                   | in de dubbelvier     |
| 2020 | Poznań                   | in de dubbelvier     |
| 2021 | Varese                   | in de dubbelvier     |
| 2023 | Bled                     | in de dubbelvier     |

1976: Wolfgang Güldenpfennig & Rüdiger Reiche & Karl-Heinz Bußert & Michael Wolfgramm ·
1980: Frank Dundr & Carsten Bunk & Uwe Heppner & Martin Winter ·
1984: Albert Hedderich & Raimund Hörmann & Dieter Wiedenmann & Michael Dürsch ·
1988: Agostino Abbagnale & Davide Tizzano & Gianluca Farina & Piero Poli ·
1992: André Willms & Hajek & Steinbach & Stephan Volkert] ·
1996: André Steiner & Stephan Volkert & Andreas Hajek & André Willms ·
2000: Agostino Abbagnale & Alessio Sartori & Rossano Galtarossa & Simone Raineri ·
2004: Nikolai Spinev & Igor Kravtsov & Aleksei Svirin & Sergej Fedorovstev ·
2008: Michał Jeliński & Marek Kolbowicz & Adam Korol & Konrad Wasielewski ·
2012: Karl Schulze & Philipp Wende & Lauritz Schoof & Tim Grohmann ·
2016: Karl Schulze & Philipp Wende & Lauritz Schoof & Hans Gruhne ·
2020: Dirk Uittenbogaard & Abe Wiersma & Tone Wieten & Koen Metsemakers ·
2024: Koen Metsemakers & Tone Wieten & Finn Florijn & Lennart van Lierop
Kaj Hendriks · 
Robert Lücken · 
Boaz Meylink · 
Boudewijn Röell · 
Olivier Siegelaar · 
Dirk Uittenbogaard · 
Mechiel Versluis · 
Tone Wieten · 
Peter Wiersum (stuurman)